# Luftskib L 30
Luftskib L 30 (fabriksnr. LZ 62) var den første såkaldte super-zeppeliner i R-klassen, som blev bygget af Luftschiffbau Zeppelin i Friedrichshafen til den tyske Kaiserliche Marine.
Det foretog 28. maj 1916 sin første flyvning og kunne med sine 6 motorer flyve over 100 km/t og var da verdens hidtil største og hurtigste zeppeliner.
L 30 overlevede 1. verdenskrig og dens gondoler kan i dag ses på det kongelige militærhistoriske museum i Bruxelles.

Der findes et berømt foto af grev Ferdinand von Zeppelin ombord på L 30 sammen med hauptmann Macher, vistnok taget i april 1916 i Friedrichshafen, inden færdiggørelsen.

## Stationeret i Nordholz, Ahlhorn, Tønder og Seerappen
L 30 var fra 30. maj 1916 stationeret i Nordholz ved Cuxhaven, fra 21. august 1916 i Ahlhorn sydvest for Bremen, fra 5. april 1917 i Tønder og fra 2. maj 1917 i Seerappen ved Königsberg i Østpreussen (nu Kaliningrad i Rusland).
Den 17. november 1917 blev L 30 taget ud af tjeneste og hengemt i hallen i Seerappen, hvor luftskibet i 1920 demonteredes og visse stumper, herunder gondoler og radioudstyr udleveredes udleveredes til Belgien som som krigsskadeerstatning.

## Kommandanter og 1. officerer
- Premierløjtnant von Buttlar-Brandenfels var kommandant og premierløjtnant Hans von Schiller var 1. officer fra 30. maj til 28. december 1916 i Nordholz og Ahlhorn. (57 ture)
- Fra 11. januar 1917 var premierløjtnant Kurt Friemel kommandant. Han flyttede 5. april luftskibet til Tønder. Friemel blev senere kommandant på L 24, som 28. december 1916 udbrændte i Tønder.
- Fra 20. april 1917 var premierløjtnant Karl von Bödecker kommandant. Han flyttede 2. maj luftskibet til Seerappen og blev igen 20. november 1917 formelt kommandant, men da var L 30 taget ud af tjeneste.
- Fra 16. september til 17. november 1917 var søløjtnant Werner Vermehren kommandant. Han blev efterfølgende kommandant på L 35.[5]

L 30 deltog i alt i 31 rekognosceringer og 10 bombetogter, hvoraf de første foregik mod England og de 4 sidste mod Livland og Øsel.

## Bombetogter fra Ahlhorn mod England
L 30 deltog 2./3. september 1916 med von Buttlar-Brandenfels og von Schiller i det store bombetogt over England med i alt 16 luftskibe.
Den tyske hærs luftskib SL 11 blev skudt ned.

Under bombetogtet 23./24. september 1916 skulle 8 ældre zeppelinere bombe Midlands og 4 ny zeppelin R-klasse (L 30, L 31, L 32 og L 33) bombe London, men Buttlar-Brandenfels fik navigationsproblemer og nåede ikke at krydse den engelske kyst før han kastede bombelasten og vendte om.
L 33 nødlandede i England.
1. oktober 1916 rapporterede von Buttlar-Brandenfels at have smidt bomber over England, men fra engelsk side benægtes luftskibet at være set.
L 31 blev skudt ned.

## Bombetogter fra Serappen mod Livland og Øsel (Operation Albion)
Fra 2. maj 1917 var L 30 stationeret i Seerappen 15 km vest for Kaliningrad (tysk: Königsberg), hvorfra det med rekognosceringer og mindst 4 bombetogter deltog i Operation Albion på den baltiske front, kulminerende 17. oktober 1917 i søslaget i Moon Sund, som førte til tysk erobring og besættelse af de dengang russiske øer Øsel, Dagø og Muhu (nu Estland).

Operationen var for de tyske luftskibes vedkommende ledet af korvetkaptajn Hans Wendt og i de 4 kendte bombetogter deltog også L 37, som fra 20. september og en måned frem også var stationeret i Seerappen.
De 3 af togterne gik mod russiske områder i Livland (grænseområdet mellem Letland og Estland) og det 4. mod øen Øsel.

### Valmiera og Valka 7. september 1917
Stationsbyerne Valmiera (tysk: Wolmar) og Valka (tysk: Walk) i det nordlige Letland på jernbaneforbindelsen mellem Riga og den russiske by Pskov blev 7. eller 8. september 1917 bombarderet af L 30 kommanderet af premierløjtnant Karl von Bödecker fra Serappen, foruden L 37 (Paul Gärtner) fra Seddin ved Stolp (polsk: Słupsk) i Bagpommern, samt LZ 113 og LZ 120 fra Wainoden i det tyskbesatte Kurland (sydvestligste Letland).

### Zerel på Øsel 24. september 1917
Med søløjtnant Vermehren som ny kommandant på L 30 angreb de samme 4 luftskibe (fra samme udgangspunkt bortset fra L 37, som var flyttet til Seerappen) den 24. september Zerel (estisk: Sääre) på sydspidsen af Øsel, som var stærkt befæstet.

### Salacgrīva 1. oktober 1917
De 4 luftskibe angreb 1. oktober 1917 om aftenen havnebyen Salacgrīva (tysk: Salismünde) ved Salaca-floden (tysk: Salis) og omkringliggende områder i det nordlige Letland.
Området var dårligt forsvaret og L 30 bombarderede fra kun 4.000 fods højde.
Resultatet er ukendt.

### Pärnu 16. oktober 1917
Den 16. oktober 1917 tidligt om morgenen indledte L 30 et angreb mod Pärnu (tysk:Pernau) ved Pärnu-flodens munding i Rigabugten i det sydvestlige Estland, hvor bomberne ifølge kommandant Vermehren faldt over byens centrum.
Efterfølgende bombarderede LZ 113 og LZ 120 veje og bygninger på havnen.
Ud på aftenen genoptog L 37 angrebet og kastede 2 ton bomber, men måtte returnere til Seerappen med alvorlig brand i den bagerste midtskibs motorgondol.

Desuden deltog et Schütte-Lanz-luftskib fra Seddin, formentlig SL 20 eller måske SL 8. Tysk wikipedia er uklar på dette punkt, men et af luftskibene skal i oktober 1917 have haft udfald på 3 ud af 5 motorer og måtte opgive og vende om.
Dagen efter fulgte søslaget i Moon Sund og 25. oktober udbrød Oktoberrevolutionen i Petrograd.

## Eksterne links
- Zeppelin L 30 - Zeppelin L30 Arkiveret 11. juli 2014 hos  Wayback Machine - Luftschiffe in Tondern Arkiveret 14. august 2017 hos  Wayback Machine - zeppelin-museum.dk
- LZ 62 - luftschiff.de
- LZ62 Arkiveret 20. maj 2015 hos  Wayback Machine - sebastianrusche.com
- LZ 62 'L30' Arkiveret 30. oktober 2015 hos  Wayback Machine - forumeerstewereldoorlog.nl (hollandsk)
- Lz62 - L30 Arkiveret 11. oktober 2014 hos  Wayback Machine - p159.phpnet.org (fransk)
- Luftschiff Zeppelin 62, Großkampftyp r, V 1915 - mars.slupsk.pl (polsk)
- Zeppelin LZ 62 (L 30) Arkiveret 2. november 2014 hos  Wayback Machine - wwi.hut2.ru (russisk)
- LZ62(L30) - air-ship.info (kinesisk)
- Deutsches Luftschiff L30 (Zeppelin - Typ R, LZ 62) Arkiveret 16. oktober 2014 hos  Wayback Machine - forum.supremacy1914.com
- LZ62/L30 - Der "Großkampf-Typ" - dokufunk.org
- German airship L30 (Zeppelin - R-type, LZ62) Arkiveret 8. februar 2022 hos  Wayback Machine - fl18.de

1. ↑  Brussels Air Museum Arkiveret 25. december 2017 hos  Wayback Machine - sbap.be
2. ↑  Brussels Zeppelin L30 - wwi-models.org
3. ↑  Larson (2) Graf Zeppelin und Hauptmann Macher im L30 1916 - flickr.com
4. ↑  Foto slettet (Webside ikke længere tilgængelig) - lot-tissimo.com
5. ↑  Die Luftschiffern Post während WWI Arkiveret 22. december 2014 hos  Wayback Machine - ezeptalk.de
6. ↑  L32 Raid approx 2-3 September 1916 Arkiveret 16. oktober 2014 hos  Wayback Machine - 1914-1918.invisionzone.com
7. ↑  Dark Autumn, the 1916 german zeppelin offensive Arkiveret 19. november 2014 hos  Wayback Machine - richthofen.com
8. ↑  Landung auf Ösel 1917. Operation "Albion" - Youtube
9. ↑  Order of Battle - Operation Albion - navweaps.com
10. ↑  Luftschiff L 37 - frontflieger.de
11. ↑  Operation Albion: The Attack On The Baltic Islands - Part I - gwpda.org
12. ↑  Operation Albion: The Attack On The Baltic Islands - Part II - gwpda.org